# Стайн, Джул
Джулиус Кервин Стайн (англ. Julius Kerwin Stein; 31 декабря 1905, Лондон, Англия — 20 сентября 1994, Нью-Йорк, Нью-Йорк), больше известный как Джул Стайн — британский и американский композитор, автор песен. Создатель успешных бродвейских мюзиклов, в том числе «Цыганка», «Джентльмены предпочитают блондинок» и «Смешная девчонка».
В 1955 году Стайн выиграл премию «Оскар» в категории «Лучшая песня к фильму» («Three Coins in the Fountain»). В 1968 году выиграл премию «Тони» за песню «Hallelujah, Baby!». В 1972 году введён в «Зал славы авторов песен», а в 1981 году в «Зал славы американского театра». В 1990 году получил специальную применю «Драма Деск», а также награду центра имени президента Джона Ф. Кеннеди.